# Bump (aplicación)
Bump fue una aplicación de intercambio de datos por contacto, desarrollada por Bump Technologies, Inc. que permitía la transferencia de archivos mediante Internet, al hacer contacto físicamente dos teléfonos inteligentes entre sí. En septiembre de 2013, Bump anunció en su blog oficial que Google había adquirido Bump Technologies.

## Historia
La idea de desarrollar Bump surgió cuando David Lieb, exempleado de Texas Instruments, estudiaba la Maestría en Administración de Negocios en la Universidad de Chicago, al sentirse frustrado por tener que ingresar constantemente información en su teléfono móvil, pensando que debería de existir una mejor manera de hacerlo. Su compañero de Texas Instruments, Andy Huibers y su compañero de clase, Jake Mintz se unieron con Lieb para formar Bump Technologies. Bump Technologies fue fundada en 2008, ubicada en Mountain View, California. Los fondos para este proyecto fueron obtenidos de Y Combinator, Sequoia Capital y varios inversores ángel.
La aplicación de Bump fue lanzada en la App Store en marzo de 2009, mientras la versión para Android se lanzó en noviembre de 2009. En febrero de 2012, Bump había logrado las 77 millones de descargas, y un año más tarde en febrero de 2013, alcanzó las 125 millones de descargas.

### Google adquiere Bump
El 16 de septiembre de 2013, el CEO y fundador de Bump Technologies, David Lieb, anunció que la empresa había sido adquirida por Google. A través de su blog oficial, Bump comentó que las aplicaciones Bump y Flock continuarían trabajando como hasta ahora lo habían hecho. Finalmente no ha sido así, y Bump ha desaparecido.